# Camponotus cornis
Camponotus cornis é uma espécie de inseto do gênero Camponotus, pertencente à família Formicidae.